# Psalm 106

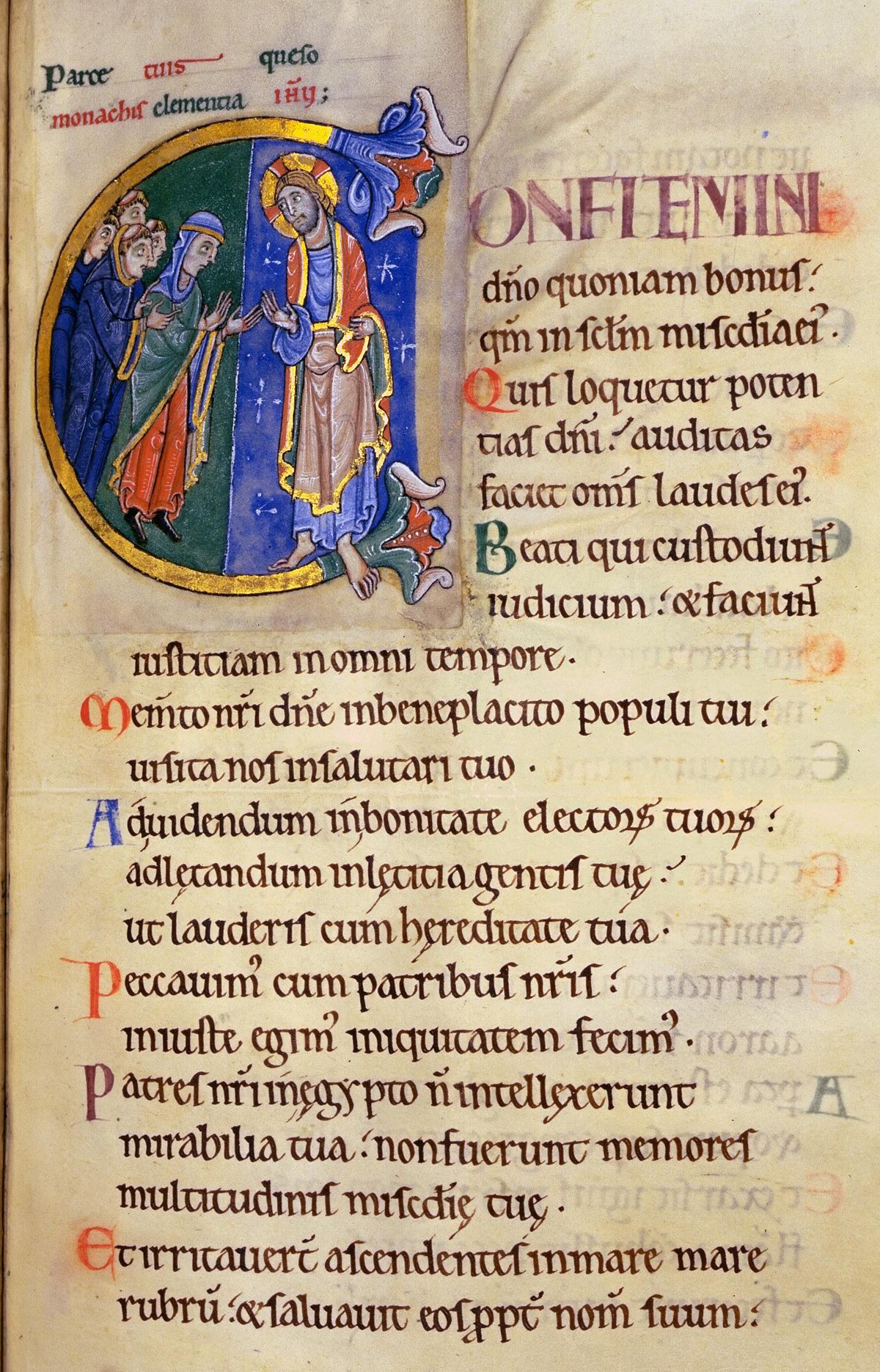
Beginn des Psalms im Albani-Psalter

Der 106. Psalm ist ein biblischer Psalm. Er stellt den letzten Psalm im vierten Buch des Psalters dar.

## Inhalt
Psalm 106 ist wie Psalm 78 oder 105 ein Geschichtspsalm. Anders als Psalm 105 steht dabei aber nicht das Lob Gottes als Herrn der Geschichte im Mittelpunkt, sondern das Bekenntnis der in der gesamten Geschichte wirksamen Schuld des Volkes Israel. Er stellt daher eher einen Art Bußpsalm dar.
In diesem Psalm spiegelt sich möglicherweise die Abfolge einer Buß- und Klagefeier anlässlich von Fasttagen wider. Nach einem Aufruf zum Dank (Vers 1) erfolgt eine Erinnerung an das Glück derjenigen, die Gottes Gebote halten (Vers 3), und schließlich das kollektive Schuldbekenntnis (Vers 6). Daran schließt sich ein Rückblick auf die Geschichte an, dessen Thema die Treue Gottes trotz aller Untreue durch das Volk ist (Vers 7–46).
Der Schluss des Psalms (Vers 48) stellt nicht nur den Schluss von Psalm 106 dar, sondern bildet einen liturgischen Abschluss für das gesamte vierte Psalm-Buch.

## Rezeption
Motive des Psalmes werden u. a. aufgenommen in Chorälen:
- Lobet den Herrn und dankt ihm seine Gaben, Bartholomäus Ringwaldt 1586, EG 460
- Lobet den Herren, denn er ist sehr freundlich, Nürnberg 1575, EG 304
- Confitemini Domino, quoniam bonus Jacques Berthier, Gotteslob 618,2

Weitere Vertonungen:
- Heinrich Schütz: Confitemini Domino, quoniam ipse bonus, in: Cantiones Sacrae (1625) – SWV 91
- Johann Lukas Schubaur: Dankt dem Herrn, denn er ist freundlich, Psalm 106 (um 1780)
- Günther Marks: Kleine Kantate – Halleluja, dankt dem Herrn (1962)